# 阪神都市圏
阪神都市圏（はんしんとしけん）は、大阪市および神戸市を中枢都市として形成される大阪都市圏と神戸都市圏を併せた都市圏。国内では、これらに京都都市圏を含めた京阪神大都市圏の括りが一般的である。

## 概要

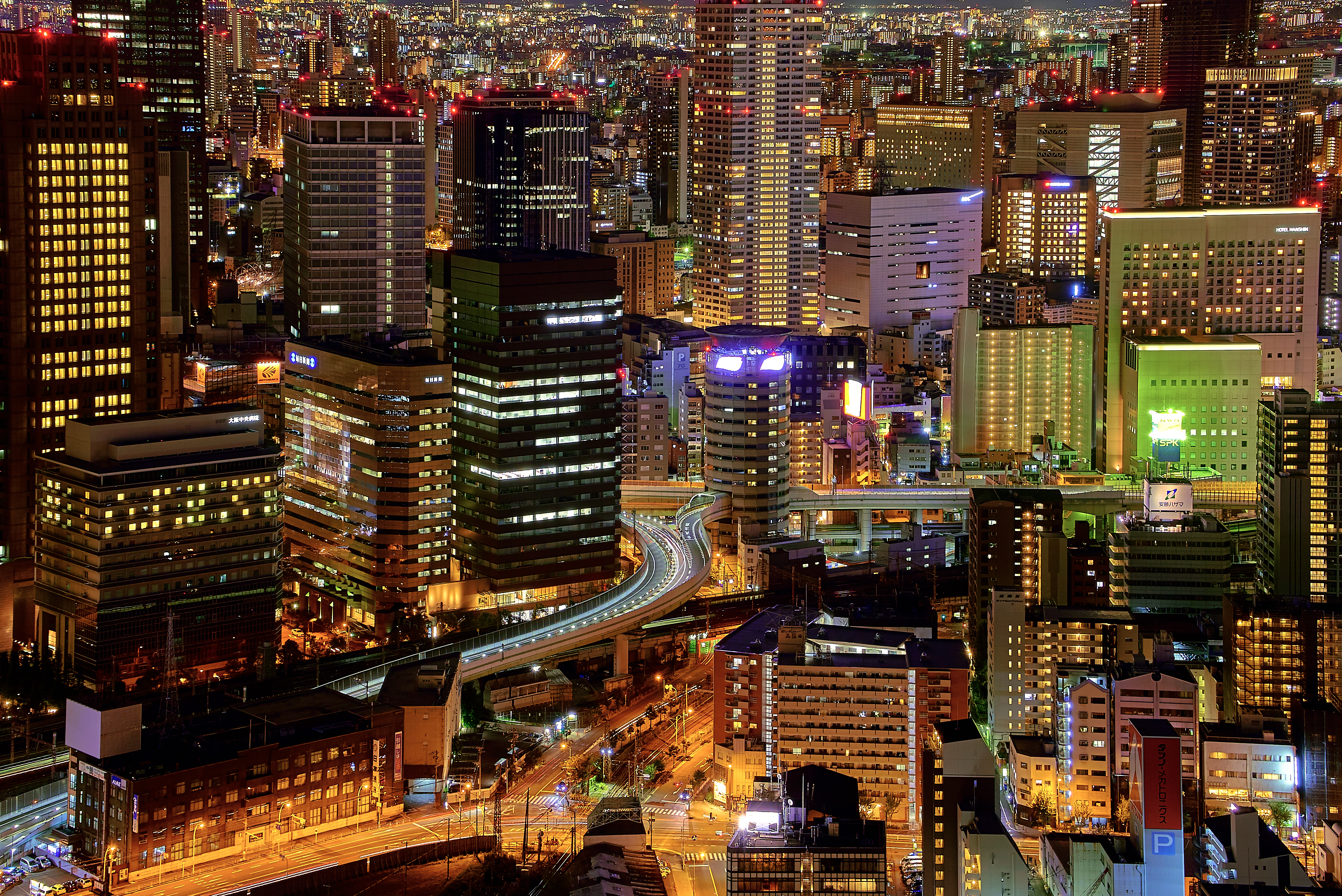
大阪市福島区（阪神都市圏における都心の一角）

都市圏を定義する際、近畿（関西）においては、京都・大阪・神戸それぞれが都市中枢を成しながらも一体である、とする京阪神大都市圏が一般的である。また狭義では、それぞれの都市に都市圏を設定し、京都都市圏・大阪都市圏・神戸都市圏とする場合もある。その一方で、都市圏の成り立ちや、歴史・文化などを重視する区分において、「阪神都市圏」と「京都都市圏」とで分ける定義がある。
早くも古代より都市として成立していた大阪・京都は、同じ畿内に属しながらも、都市発展の経緯の違いにより都市の性格は大きく異なっている。都である京は、政治の中心として、また天皇・皇族・貴族を中心とする公家文化の中心として、また多くの神社仏閣を有する宗教都市としても発展してきた。一方の大坂は、4世紀に京に先駆けて都として都市基盤を築いたものの、最終的には京に遷都したため、中世までは京の陪都や外港として発展した面があり、また文化も京からの下りものを受ける形であった。しかし商都としての基盤を築いた近世以後は、京からは経済的にも文化的にも独立する形で繁栄を謳歌するようになった。
近世以後は、公家文化の京、商人文化の大坂と完全に分かれるようになる。なお、江戸も都市成立後は上方（京・大坂）から下った文化を受ける都市であったが、次第に独自の武家文化を築くようになっている。これら京・大坂・江戸は三都と呼ばれていた。　
明治維新後も、これら三都を引き継ぐ形で、三府三市（京都府京都市・東京府東京市・大阪府大阪市）が設定され、これらは独自の文化、影響力を持つ都市として都市圏を形成するようなる。なお、近現代以後の神戸は大阪の影響を強く受ける形で成立している。このような経緯から、先進的な商人文化を有する大阪の影響が及ぶ都市文化圏として、阪神都市圏が定義されている。そのため、阪神都市圏を単に大阪都市圏と呼称する場合もある。
また近代以後に特化してみた場合、神戸は大阪の外港として神戸港が再整備され発展した経緯があり、特に工業や貿易といった面において神戸と大阪は不可分の関係にある。近代都市の大都市化は、工業化によるところが大きく、特に海外ではこれら工業化の過程を都市圏定義の重要な要素として含めている。そのため、阪神工業地帯および阪神港の形成を一つの契機として巨大化した大阪・神戸を「阪神都市圏」として設定している。また、両都市の発展に伴って阪神間は一体化した市街地（コナベーション）を形成していった。阪急神戸線沿線は阪神間モダニズムの中心エリアであり、芦屋市や西宮市の山の手側には高級住宅街が形成されている。
このように阪神都市圏を設定している例としては、国際連合の統計やプライスウォーターハウスクーパース (PwC) 社(英)の統計などがあり、主に海外の機関・企業による指標や区分に多く見られる。

## 包括する狭義都市圏
- 大阪都市圏
- 神戸都市圏
- 姫路都市圏
- 和歌山都市圏
- 伊賀都市圏